# مرض إيسكا العنب

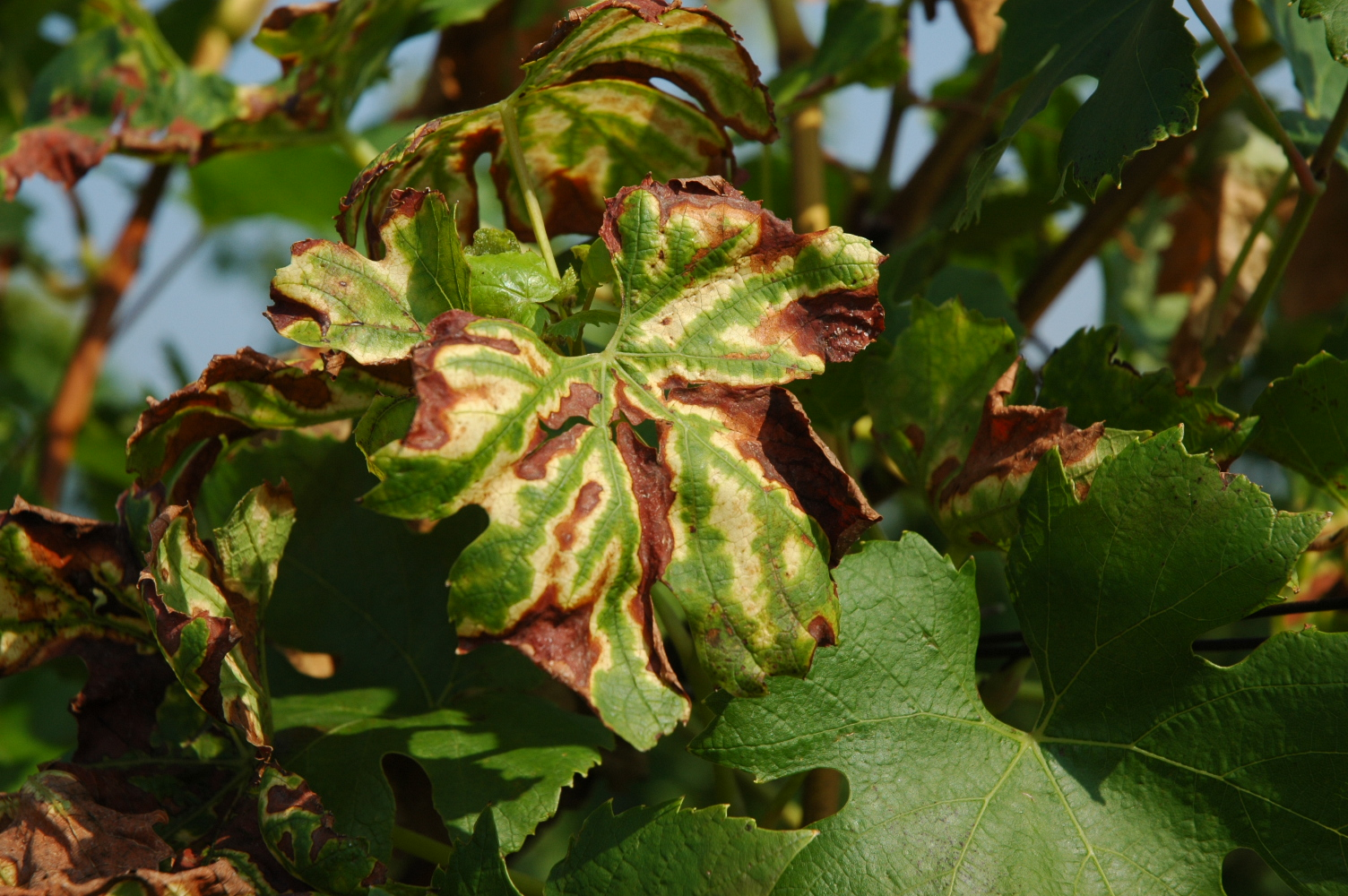
مرض إيسكا العنب

مرض إيسكا العنب (بالإنجليزية: Esca grape disease)‏ هو مرض خشبي تسببه الفطريات المختلفة، يصيب النباتات الناضجة بأشجار العنب، في بعض الحالات يسبب هذا المرض الوفاة المفاجئة للنبات.

## الأسباب
قد يؤدي التقليم الشديد والصقيع الشتوي وأي إصابة بالخشب إلى إضعاف النباتات وتسريع دورة المرض، أصبح مشكلة كبيرة لمزارع العنب الأوروبية الناضجة في إيطاليا وفرنسا وإسبانيا، العوامل المُمرضة الأكثر شيوعا هو (Fomitiporia mediterranea).

## الأعراض
تغير لون الأنسجة في الجذع، ظهور خطوط وبقع على الأوراق، قد تظهر أيضًا بقع داكنة على الثمرة.

## الوقاية
قد ينتقل عن طريق الرياح، تشمل السيطرة على المرض بشكل أساسي عن طريق التدابير والإجراءات الوقائية، مثل استخدام مواد وأدوات صحية، وتطهير جروح التقليم الكبيرة وإزالة وحرق النباتات المريضة.